# Mercedes-Benz V-klass
Mercedes-Benz V-Klass är en MPV, tillverkad av den tyska biltillverkaren Mercedes-Benz sedan 1996.

## Bilder

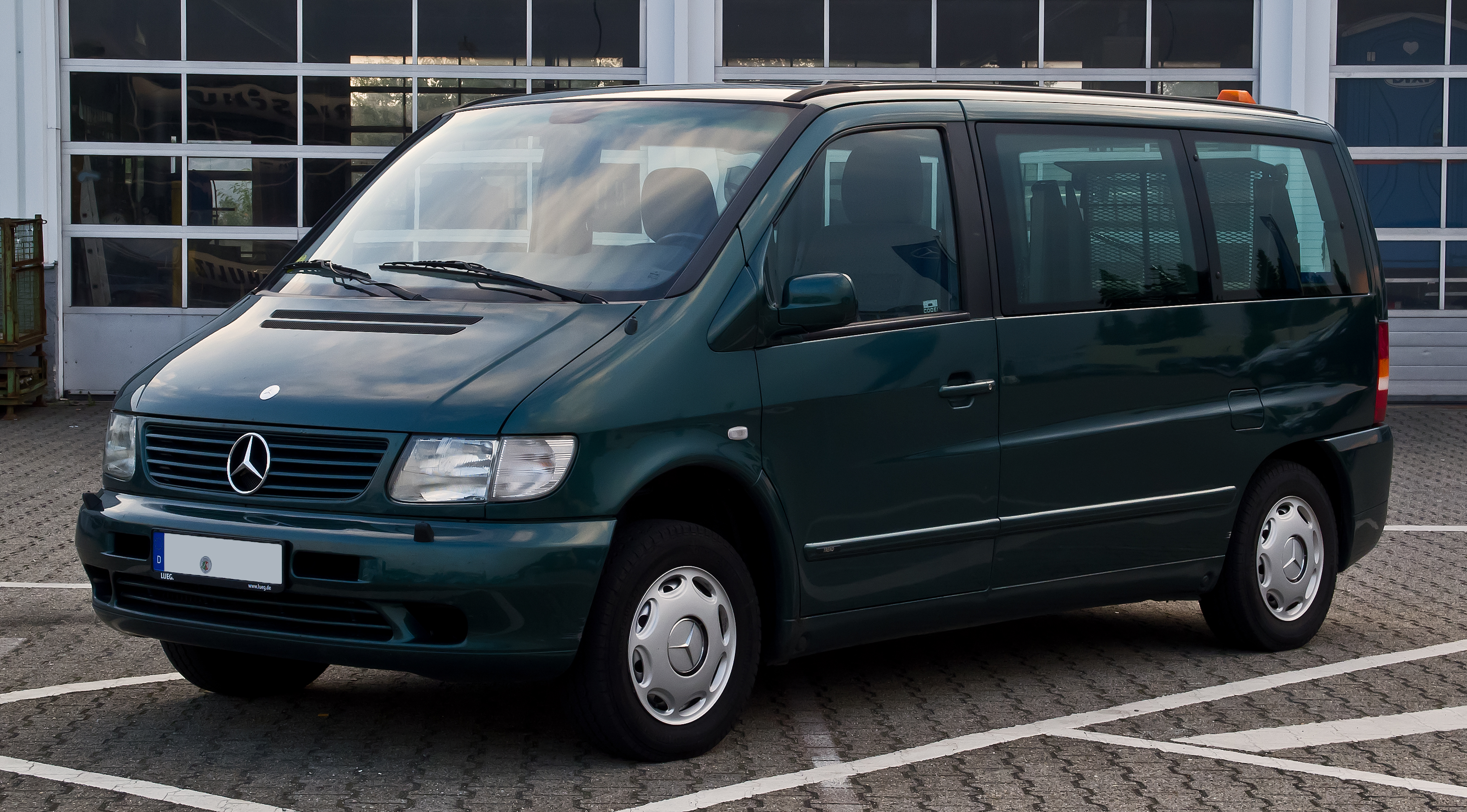
Mercedes-Benz W638
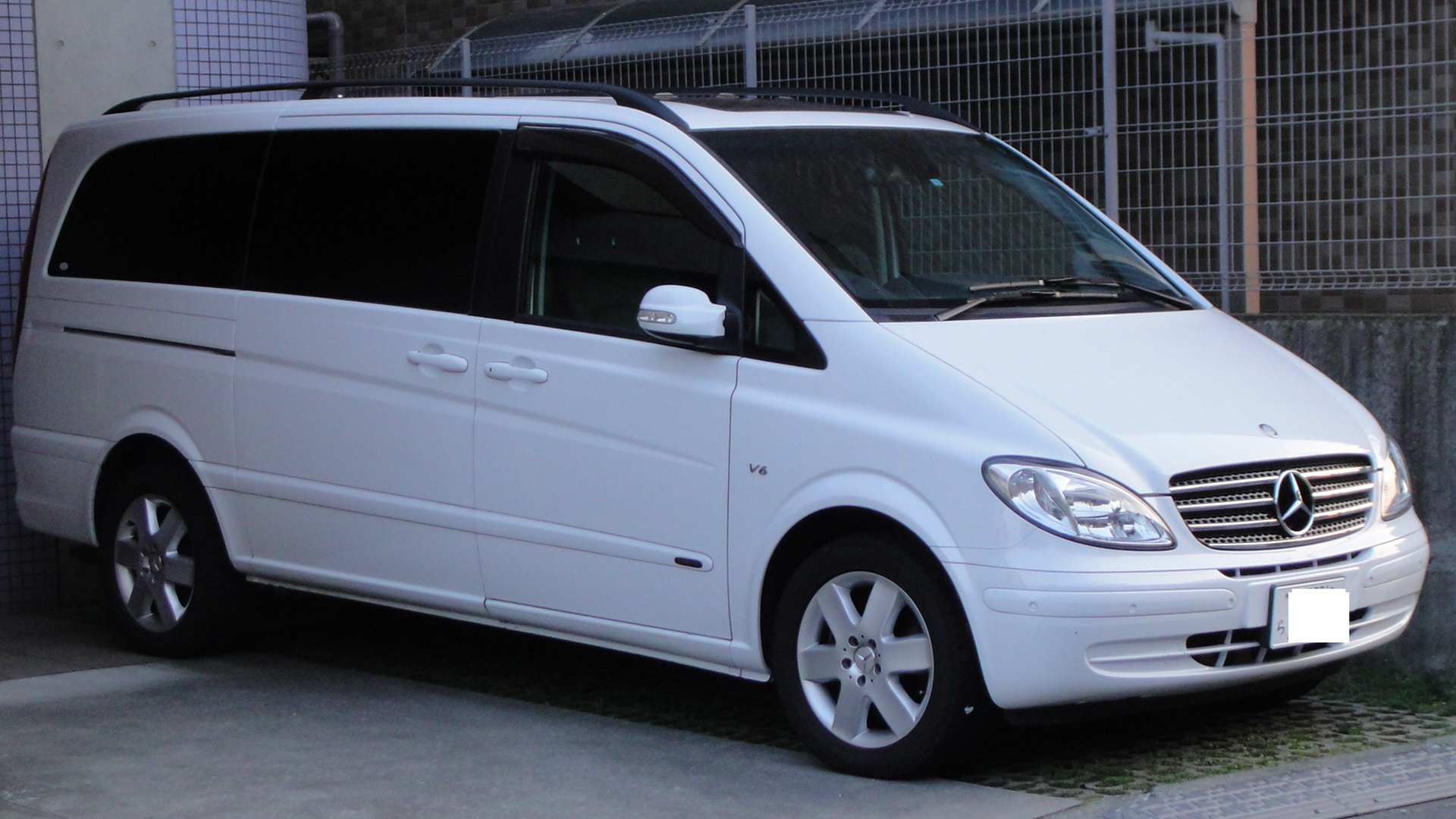
Mercedes-Benz W639 (Viano)
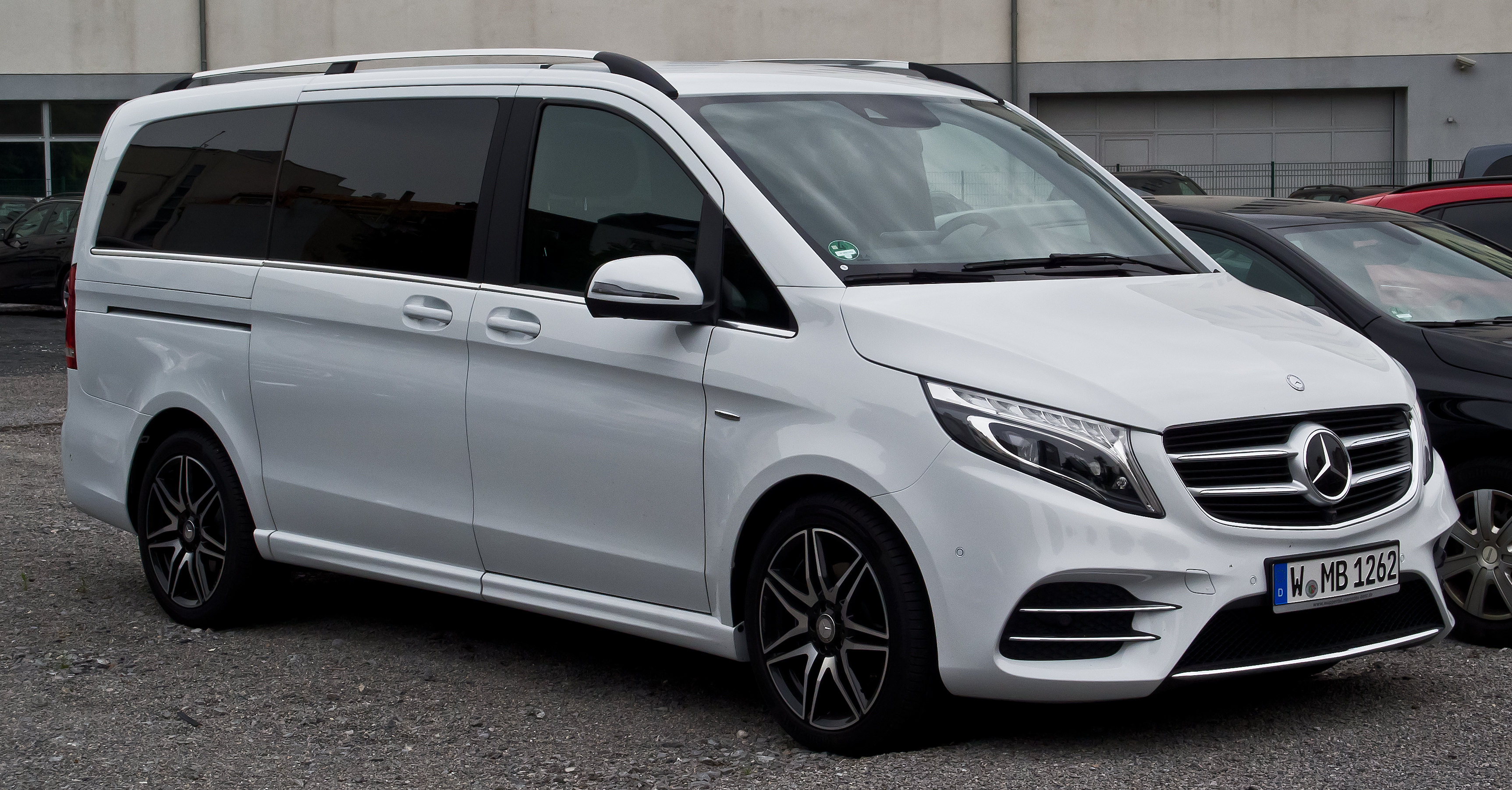
Mercedes-Benz W447